# Trisulfan
Trisulfan je jedna ze sloučenin síry s vodíkem, její vzorec je H2S3. Jeho vodný roztok se nazývá kyselina trisulfanová a její soli hydrogentrisulfidy a trisulfidy. Je to světle žlutá těkavá kapalina s vůní jako kafr. Snadno se rozkládá na sirovodík a elementární síru. Vyrábí se destilací polysulfidového oleje získaného okyselením solí polysulfidů.